# 1914 في النمسا
فيما يلي قوائم الأحداث التي وقعت خلال عام 1914 في النمسا.

## ظهور
- 1 يناير – المحاكمة كتاب من تأليف فرانتس كافكا.

## مواليد

### أبريل
- 14 أبريل – فيلهلم هانيمان لاعب كرة قدم ألماني.

### مايو
- 19 مايو – ماكس بيروتس

### يونيو
- 28 يونيو – أربيرت هايم

### سبتمبر
- 1 سبتمبر – آن ماري سلينكو كاتبة نمساوية.

### نوفمبر
- 9 نوفمبر – هيدي لامار

## وفيات

### يونيو
- 28 يونيو – فرانس فرديناند (مواليد 1863) ولي عهد النمسا-المجر.

### أكتوبر
- 16 أكتوبر – فيكتور أرنولد (مواليد 1873) ممثل نمساوي.

### نوفمبر
- 3 نوفمبر – جورج تراكل (مواليد 1887)